# Troglederkoralle
Die Troglederkoralle (Sarcophyton trocheliophorum) ist eine im Roten Meer und im tropischen Indopazifik verbreitete Korallenart aus der Familie der Sarcophytidae.

## Merkmale
Die Koralle bildet große fleischige Kolonien mit einem Stamm und einem gefalteten, pilzartigen Oberteil, das einen Durchmesser von 60 Zentimeter erreichen kann. Die Kolonie besteht aus tausenden von dimorphen Einzelpolypen. Lange, schlauchförmige „Autozooide“ strecken sich über der Oberseite der Koralle und sind für die Nahrungsaufnahme zuständig. Daneben gibt es noch „Siphozooiden“, die kleiner als die Autozooiden sind und das Ein- und Auspumpen des Wassers übernehmen, damit die Koralle durch den inneren Wasserdruck stabilisiert wird. Zusätzlich haben die Korallen als Festigungselemente noch kleine Kalknadeln (Sklerite) im Körper.

## Lebensweise
Sie lebt im extremen Flachwasser, auf Riffdächern, in Lagunen und Ebbetümpeln. Gegenüber Temperaturschwankungen, durch Regenfälle wechselnde Salinität und intensiver Sonneneinstrahlung ist sie sehr unempfindlich. Sarcophyton trocheliophorum lebt in Symbiose mit Zooxanthellen, einzelligen Algen in der Haut der Korallenpolypen. Die Korallen beziehen den Hauptteil der benötigten Nährstoffe von den Zooxanthellen. Die Zooxanthellen betreiben Photosynthese und verbrauchen dabei den Kohlenstoffdioxid, das zusammen mit Sauerstoff zu Kohlenhydraten umgesetzt wird. Die so gebildeten Nährstoffe kommen der Ernährung der Polypen zugute. Gegen Veralgung und sonstigen Bewuchs wehrt sich die Koralle, indem sie auf ihrer Oberfläche regelmäßig eine wachsartige Schicht bildet, die nach einiger Zeit zusammen mit dem Aufwuchs abgestoßen wird. Auf der Koralle lebt der Ruderfußkrebs Paramoglus spathophorus.